# 馬塞洛費南橋

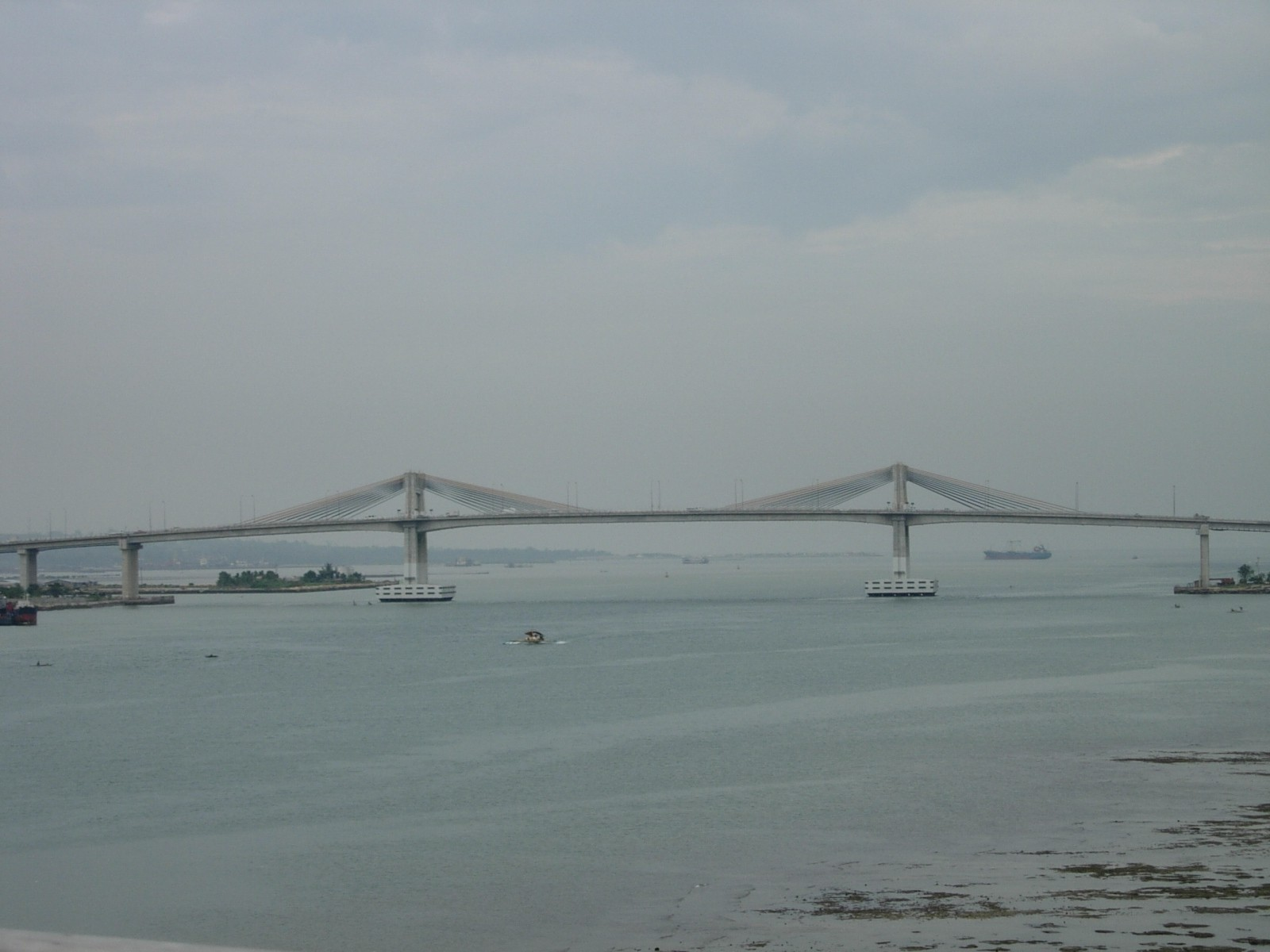
從馬克坦–曼達維橋望向馬塞洛費南橋。

馬塞洛費南橋（英文: Marcelo Fernan Bridge）是一個位於菲律賓宿霧都會區，連接宿霧島曼達維市和馬克坦島拉普拉普市之間的馬克坦海峽的脊背式斜張橋。此橋是菲律賓最長的斜張橋，包含兩旁的路段共1.6哩（2.6公里）。馬塞洛費南橋原先名為康索拉辛橋（臨時名稱），因臨近一旁的康索拉辛市而以此命名。也因為此橋是聯通馬克坦島和宿霧市區的第二條橋樑，故也被稱為第二馬克坦橋。此橋也是距離馬克坦宿霧國際機場最今的一條聯外通路。

## 歷史
為了解決第一條聯通馬克坦海峽，於1973年所建造的「曼達維-馬克坦橋」的塞車情況，政府決定於1999年八月開通此橋，成為聯通兩地的第二條橋樑。橋長為1,237公尺，且最大寬度有185公尺，共有一個四線車道和兩側行人步道的橋，也是菲律賓最寬的橋樑之一。此橋樑建設為日本政府開發援助條目之一，由鹿島建設執行工程。最初命名時因為考慮到為康所拉辛市旁最大的橋，且所在的曼達維市和拉普拉普市已經有第一馬克坦橋樑命名，故臨時命名為康索拉辛橋。最後為紀念宿霧市參議員馬塞洛·費南而以其名稱命名。
橋樑的工程也在同年（1999年）在土木學會田中賞中獲得當年度的預力混凝土技術協會賞作品部門。
也因為車流仍是過於壅塞，故現今也正在建設第三條從宿霧島至馬克坦島的橋樑。

## 其他資訊
- 在東側橋墩之上建有千禧公園，內有菲律賓海員紀念館。
- 橋樑為東西向，南北皆有人行步道。曼達維市方面連接歐寶(Opao)，道路是聯合國大道（United Nations Avenue）；而拉普拉普市方面則是連接作為曼紐·奎松國道支線道路的舊帕蒂勒路(Old Patiller Road)，描籠涯屬於普索克(Pusok)。

## 資料來源
1. ↑  . Department of Public Works and Highways.   [21 March 2021]. （原始内容存档于2021-06-24）. （页面存档备份，存于）
2. ↑  . The Freeman.   [2018-12-01]. （原始内容存档于2021-06-28）. （页面存档备份，存于）
3. ↑  . 鹿島建設.   [2021-03-13]. （原始内容存档于2016-02-01） （日语）. （页面存档备份，存于）

## 外部連結
- Structurae中關於馬塞洛費南橋的圖片： Marcelo Fernan Bridge （页面存档备份，存于）
- 维基共享资源上的相關多媒體資源：馬塞洛費南橋
- 曼達維市官網 （页面存档备份，存于）
- 拉普拉普市官網
- 菲律賓海員紀念館 （页面存档备份，存于）的圖片.
- 千禧公園 （页面存档备份，存于） 和橋下拍攝的 照片 （页面存档备份，存于）.